# Spjaščij lev
Spjaščij lev (Спящий лев) è un film del 1965 diretto da Aleksandr Michajlovič Fajncimmer.